# Чижівська сільська територіальна громада
Чижівська сільська громада — територіальна громада в Україні, у Звягельському районі Житомирської області. Адміністративний центр — село Чижівка.

## Загальна інформація
Площа території — 434,3 км², кількість населення — 7 000 осіб (2020).
Станом на 2018 рік, площа території громади становила 297,4 км², кількість населення — 4 468 осіб.

## Населені пункти
До складу громади увійшли села Берегове, Варварівка, Вербівка, Вересівка, Вишківка, Вірівка, Дібрівське, Карпилівка, Катеринівка, Красилівка, Красилівське, Курчицька Гута, Курчиця, Мала Цвіля, Маринівка, Мар'янівка, Михіївка, Мойсіївка, Морозівка, Радичі, Рихальське, Сербо-Слобідка, Стара Гута, Таращанка, Ходурки, Чижівка та Яблунівка.

## Історія
Громада утворена 3 серпня 2016 року шляхом об'єднання Красилівської, Курчицької, Малоцвілянської та Чижівської сільських рад Новоград-Волинського району.
Відповідно до розпорядження Кабінету Міністрів України № 711-р від 12 червня 2020 року «Про визначення адміністративних центрів та затвердження територій територіальних громад Житомирської області», до складу громади були включені території та населені пункти Варварівської, Рихальської та Сербо-Слобідської сільських рад Ємільчинського району.
Відповідно до постанови Верховної Ради України від 17 червня 2020 року «Про утворення та ліквідацію районів», громада увійшла до складу новоутвореного Новоград-Волинського району (з 2022 року — Звягельського району) Житомирської області.

## Старостинські округи
Варварівський, Курчицький, Малоцвілянський, Рихальський, Сербо-Слобідський.